# Pinehurst (Georgia)
Pinehurst es una ciudad ubicada en el condado de Dooly en el estado estadounidense de Georgia. En el año 2000 tenía una población de 307 habitantes.

## Geografía
Pinehurst se encuentra ubicada en las coordenadas 32°11′40″N 83°45′40″O / 32.19444, -83.76111 (32.194472, -83.761112).
Según la Oficina del Censo, la localidad tiene un área total de 2,6 km² (1 mi²), de la cual 2,6 km² (1 mi²) es tierra y 0 km² (0 mi²) (0.00%) es agua.

## Demografía
Según la Oficina del Censo en 2000 los ingresos medios por hogar en la localidad eran de $25,000, y los ingresos medios por familia eran $43,000. Los hombres tenían unos ingresos medios de $23,750 frente a los $21,250 para las mujeres. La renta per cápita para la localidad era de $15,673. 